# Пригары (деревня)
Пригары — деревня в Талдомском районе Московской области России. Входит в состав сельского поселения Гуслевское. Население — 36 чел. (2010).

## География
Расположена в центральной части района, примерно в 6,5 км к югу от центра города Талдома, на автодороге Р112. Связана автобусным сообщением с районным центром, а также посёлками городского типа Вербилки и Запрудня. Ближайшие населённые пункты — деревни Серебренниково и Григорово. Севернее протекает река Куйминка.

## Население
| 1859 | 1888 | 1926 | 2002 | 2006 | 2010 |
| ---- | ---- | ---- | ---- | ---- | ---- |
| 248  | ↘226 | ↗279 | ↘25  | ↘15  | ↗36  |

## История
В «Списке населённых мест» 1862 года Пригары — владельческая деревня 2-го стана Калязинского уезда Тверской губернии по Дмитровскому тракту, при колодце, в 72 верстах от уездного города, с 24 дворами и 248 жителями (119 мужчин, 129 женщин).
По данным 1888 года входила в состав Талдомской волости Калязинского уезда, проживал 226 человек (99 мужчин, 127 женщин).
Постановлением президиума ВЦИК от 15 августа 1921 года Талдомская волость была включена в состав образованного Ленинского уезда Московской губернии и стала называться Ленинской.
По материалам Всесоюзной переписи населения 1926 года — деревня Григоровского сельсовета Ленинской волости Ленинского уезда Московской губернии, проживало 279 жителей (143 мужчины, 136 женщин), насчитывалось 59 хозяйств, среди которых 33 крестьянских.
С 1929 года — населённый пункт в составе Ленинского района Кимрского округа Московской области, с 1930-го, в связи с упразднением округа, — в составе Талдомского района (ранее Ленинский район) Московской области.
До муниципальной реформы 2006 года — деревня Юркинского сельского округа.